# Lestes pallidus
Lestes pallidus – gatunek ważki z rodziny pałątkowatych (Lestidae). Występuje w Afryce Subsaharyjskiej, gdzie jest szeroko rozpowszechniony, oraz głęboko w regionie Sahelu; nieliczne stwierdzenia pochodzą także z południowo-zachodniej części Półwyspu Arabskiego.
W RPA imago lata od listopada do końca kwietnia. Długość ciała 40–42 mm. Długość tylnego skrzydła 22–23,5 mm.